# Nevoga Arena
La Nevoga Arena est une patinoire située à Znojmo, en Tchéquie.

## Description
Elle ouvre en 1970.
La patinoire accueille notamment l'équipe de hockey sur glace de l'Orli Znojmo de l'EBEL. Elle a une capacité de 5 500 spectateurs.
Elle a accueilli des matchs internationaux de l'équipe nationale tchèque de hockey sur glace,.
La Nevoga Arena a accueilli le Championnat du monde moins de 18 ans de hockey sur glace 2012.
Le stade est également utilisé pour des concerts et d'autres événements non sportifs. 